# Kraftsbuch
Kraftsbuch ist ein Gemeindeteil der Stadt Greding und eine Gemarkung im Landkreis Roth (Mittelfranken, Bayern). Die Gemarkung Kraftsbuch hat eine Fläche von 7,013 km² und ist in 407 Flurstücke aufgeteilt, die eine durchschnittliche Flurstücksfläche von 17230,01 m² haben. In ihr liegen neben dem namensgebenden Ort die Gemeindeteile Bleimerschloß und Linden.

## Lage
Das Kirchdorf liegt im Weißen Jura auf 522 m ü. NHN westlich des Schwarzachtales. Aus westlicher Richtung führt die Kreisstraße RH 31/EI 44 von Esselberg nach Kraftsbuch und mündet im Westen des Dorfes in die durch den Ort führende Staatsstraße 2336, die von Grafenberg her kommend zum Gemeindesitz Greding verläuft. Eine Gemeindeverbindungsstraße geht in südöstlicher Richtung nach Heimbach, eine andere in nördlicher Richtung nach Hausen.

## Geschichte
1127 wird der Ort erstmals urkundlich erwähnt. Von 1157 bis circa 1450 sind die Herren von „Buch“ genannt. Nach dem 1157 erwähnten Pernhart von Buch wird der Besitz anfangs (so in einer Rebdorfer Urkunde von 1239) „Pernhardespuch“ genannt, später nach Kraft Morsbeck, der 1398 bis 1415 urkundlich erwähnt ist, „Kraftsbuch“. Zwischen 1177 und 1182 konnte der Eichstätter Bischof Egelolf Güter, die sein Vorgänger Chunrad von Morsbach dem Kloster Rebdorf geschenkt hatte, wieder für das Hochstift zurückgewinnen, darunter den Zehent „in villa Buch“ (= im Dorfe Buch). Er gestattete allerdings dem Kloster im Hinblick auf dessen Notlage, einen Teil der Güter zu behalten, darunter den Zehent von (Krafts)-Buch. 1456 gab das Kloster Rebdorf den Zehent zu Kraftsbuch ihrem „Widmann“ (= Widdum-Bauer) zu Heimbach namens Michael Weeber „zu Erb und Kauf“, damit dieser zusätzlich zu seinen üblichen Diensten den Mesnerdienst zu Heimbach versieht. 1519 gehörte das Dorf noch zur Pfarrei Altdorf, 1602 aber wird es als Filiale von Heimbach bezeichnet. Einer Urkunde vom 3. Februar 1533 gemäß musste ein bei Kraftsbuch geschehener Mord mit einem fünf Schuh langen und drei Schuh breiten Sühnekreuz sowie zwölf Messen, gelesen in Greding, und einer Wallfahrt gesühnt werden. Für 1746 erfährt man, dass der Maierbauer Abgaben an das Kloster Rebdorf zu leisten hat, also den Zehent, den das Kloster besaß, gepachtet hatte.
Gegen Ende des Alten Reiches, um 1800, bestand Kraftsbuch aus 17 Anwesen einschließlich dem Hirtenhaus, die alle zum bischöflichen Richteramt Greding gehörten, das auch die Hochgerichtsbarkeit und die Dorf- und Gemeindeherrschaft ausübte.
Infolge des Reichsdeputationshauptschlusses kam das Hochstift Eichstätt und damit auch Kraftsbuch 1802 an den Großherzog Erzherzog Ferdinand III. von Toskana und 1805/06 an das neue Königreich Bayern. 1808 wurde das Kirchdorf dem Steuerdistrikt Grafenberg unterstellt, der 1811 zur Ruralgemeinde Grafenberg wurde. Mit dem Gemeindeedikt von 1818 wurde Kraftsbuch selber eine Gemeinde, der auch die Einöde Bleimerschloß und das Kirchdorf Linden angehörte. Zunächst war diese Gemeinde dem Landgericht Beilngries zugeordnet, ab 1812 dem Landgericht Greding.
1846 gab es bei 118 „Seelen“ im Kirchdorf 23 Häuser. Außer den Bauern wohnten hier ein Wirt, ein Schmied, ein Leinenweber, ein Schneider und ein Schuhmacher. 1875 wurden von den 118 Dorfbewohnern 27 Pferde und 120 Stück Rindvieh gehalten. 1900 umfasste der Viehbestand der ganzen Gemeinde mit einer Flur von 707 Hektar 50 Pferde, 250 Stück Rindvieh, 279 Schafe, 238 Schweine und elf Ziegen.
Nach dem Zweiten Weltkrieg stieg die Einwohnerzahl durch Flüchtlinge und Heimatvertriebene vorübergehend an. Im Zuge der Gebietsreform in Bayern wurde Kraftsbuch zum 1. Januar 1972 in die Stadt Greding eingegliedert.

### Einwohnerentwicklung
- 1638: 2 Untertanen[17]
- 1818: 097 (17 „Feuerstellen“ = Haushaltungen; 20 Familien)[18]
- 1823: 121 (18 Anwesen)[19]
- 1840: 118 (23 Häuser, 30 Familien)[14]
- 1871: 127 (54 Gebäude, davon 24 Wohngebäude)[15]
- 1900: 127 (25 Wohngebäude)[16]
- 1937: 158[20]
- 1950: 170 (26 Anwesen)[19]
- 1961: 153 (28 Wohngebäude)[21]
- 1987: 142 (28 Wohngebäude, 31 Wohnungen)[22]

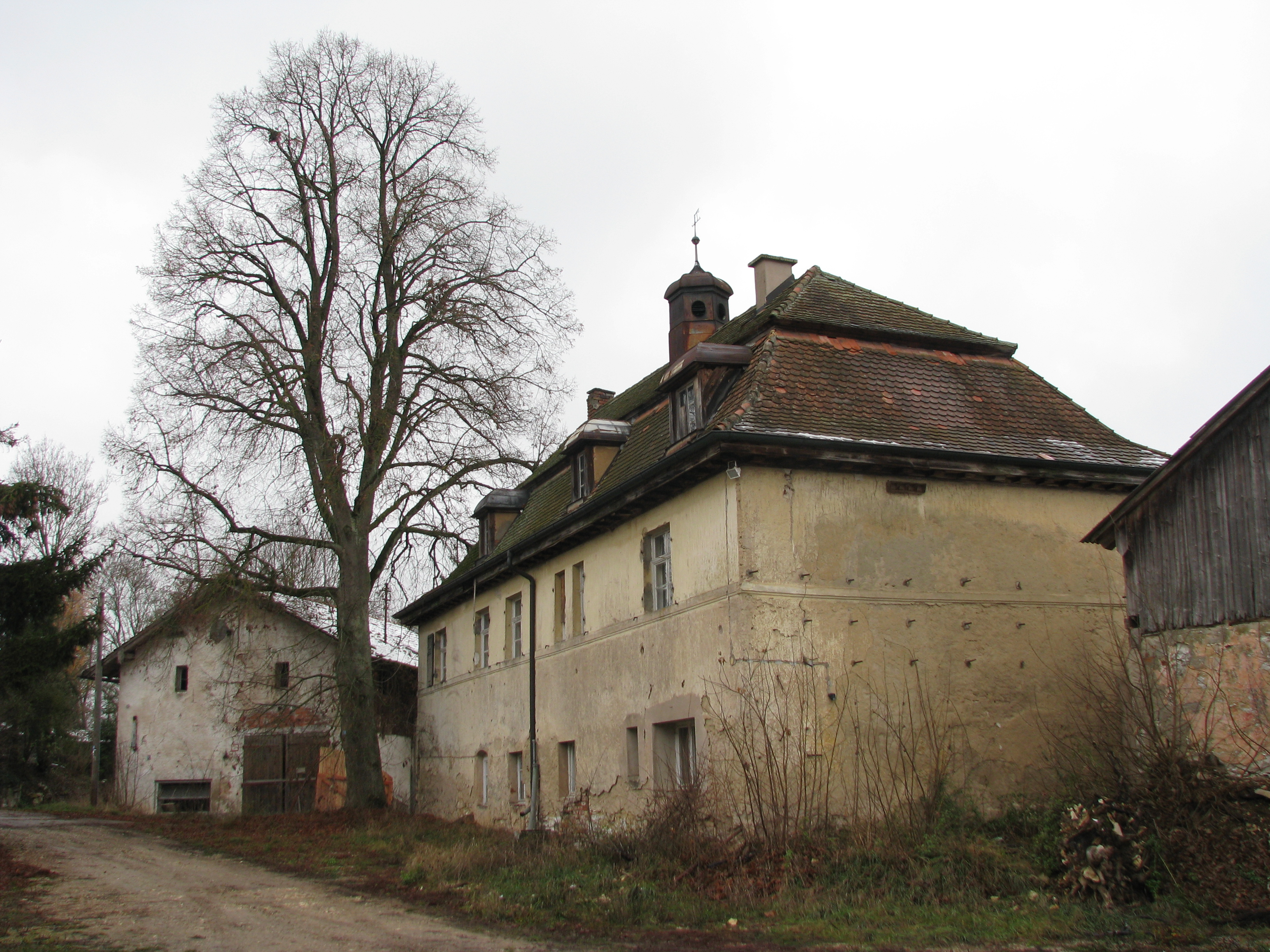
Bleimerschloß, ehemaliges Gutshaus

- 2018: 123

## Baudenkmäler

### Bleimerschloß

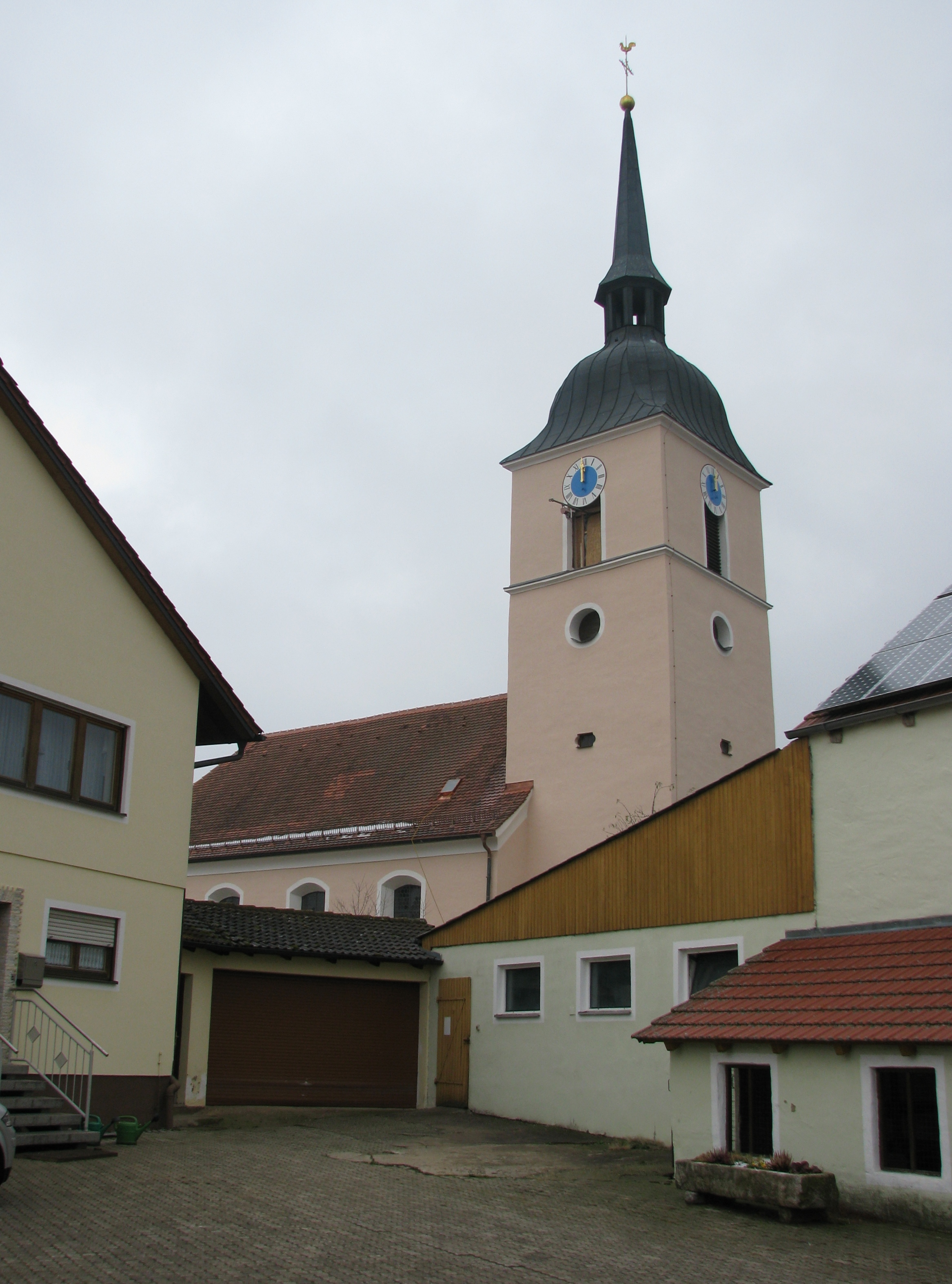
Ortskirche St. Andreas

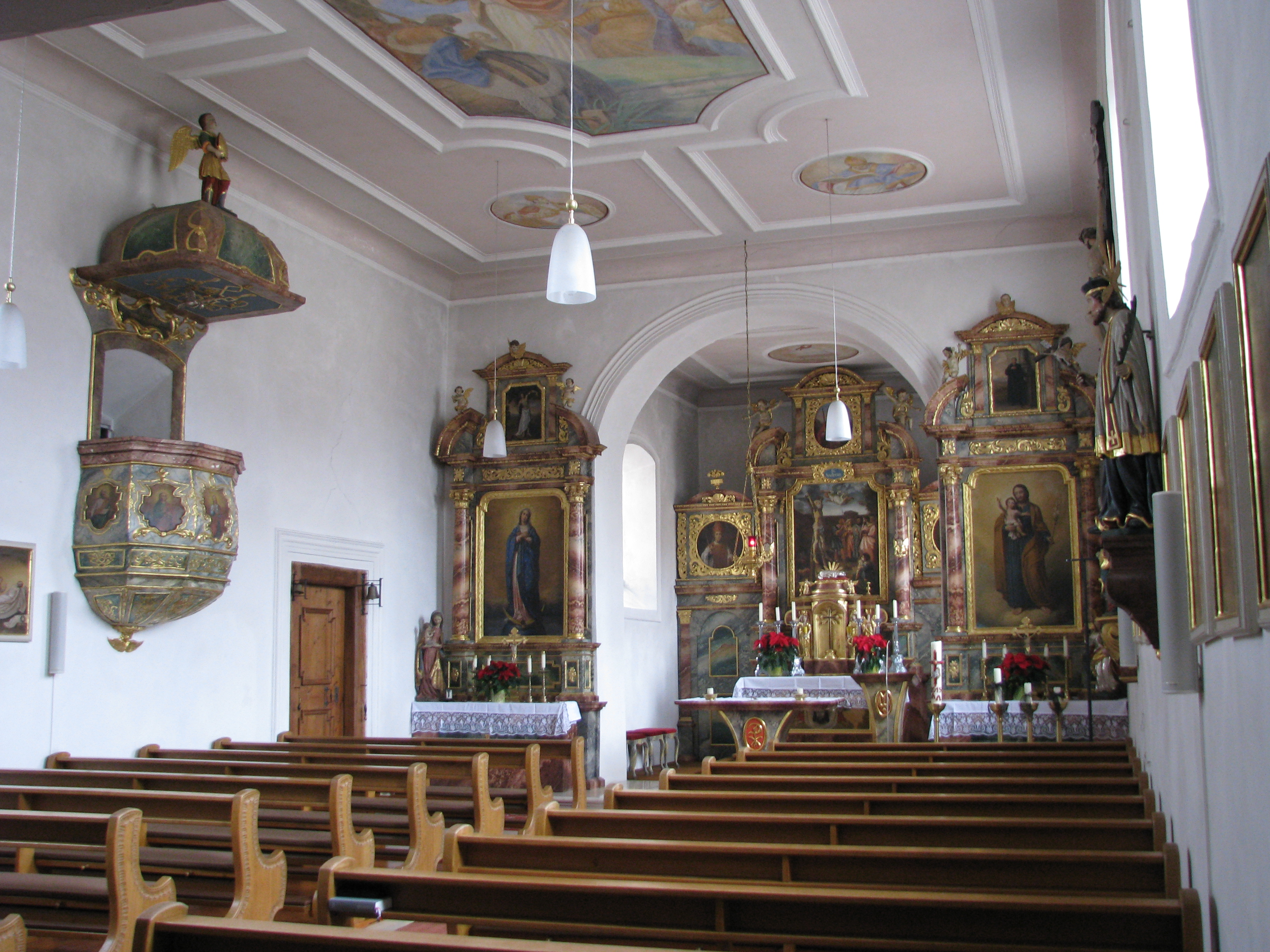
Barockausstattung

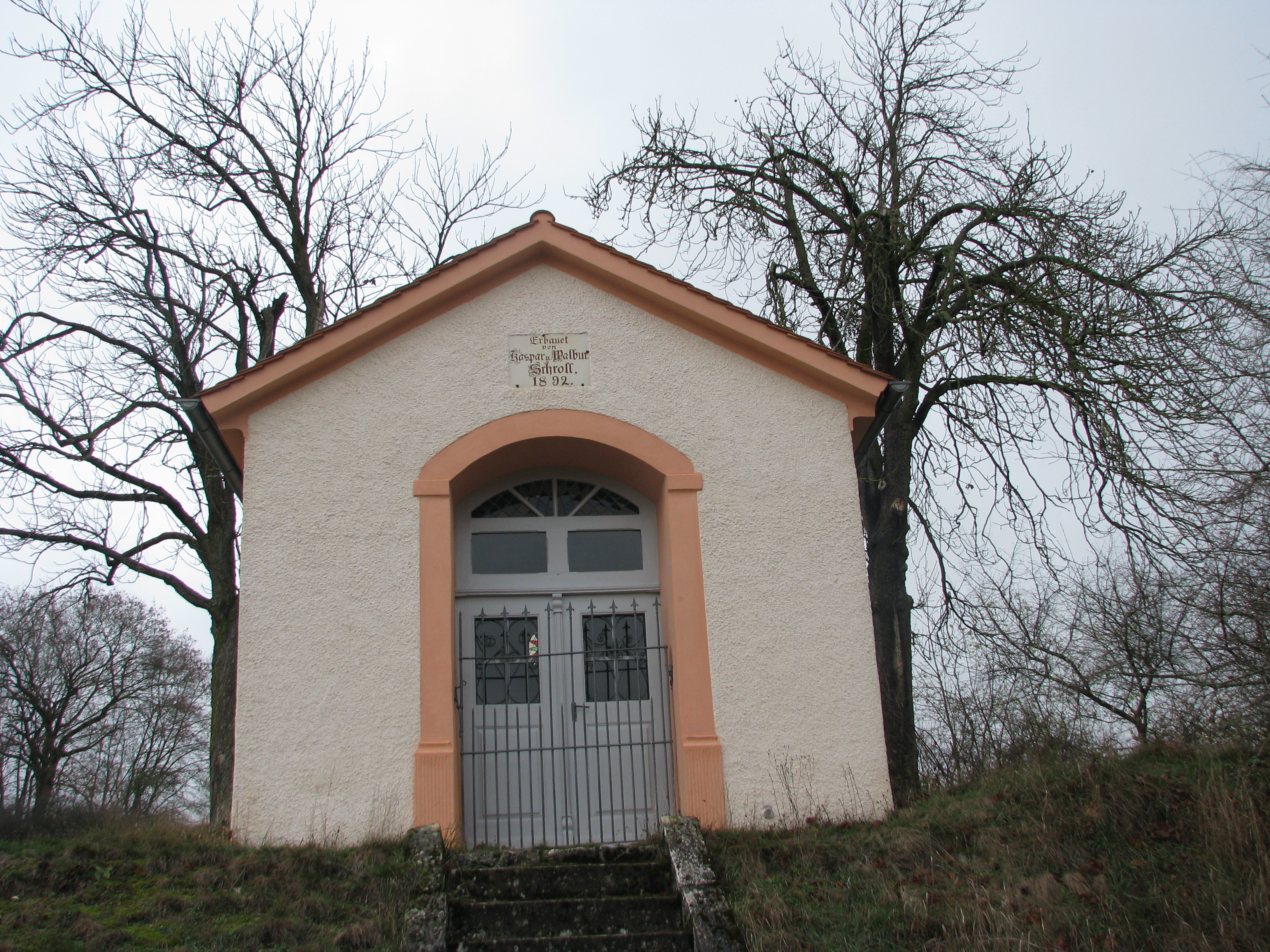
Feldkapelle von 1892

1318 verkauften die Ortsadeligen, die Gebrüder Heinrich und Götz von Buch sowie ihr Schwager Ulrich von Morsbeck/Morsbach, ihre zehn Gehminuten östlich von Buch gelegene Burg (= das spätere „Bleimerschloß“), die sie als Eichstätter Lehen besaßen, und das halbe Dorfgericht an das Eichstätter Domkapitel. 1322 veräußerte das Domkapitel die Burg an die Ritter Konrad den Älteren, Vizedom von Eichstätt, und seine Söhne. Ab 1363 konnte auf der Burg durch eine Stiftung des dort sitzenden Ulrich von Morsbeck wöchentlich zweimal die Messe zelebriert werden; es gab also eine Burgkapelle. Teil dieser Stiftung war die Holzmark „Pfaffenschlag“, die ein Pächter im späten 16. Jahrhundert in einen Acker umwandelte und ohne Einwilligung des Klosters zusammen mit seinem Hof verkaufte. 1378 saß ein Konrad Polanter auf der Burg, bald darauf, unter Bischof Friedrich von Oettingen, saßen hier erneut die Morsbacher. Nachdem diese 1507 mit Sigmund Morsbeck ausgestorben waren, kam (Krafts-)Buch 1534 an Haug (2) von Parsberg, dessen Frau Katharina von Trugenhofen (Heirat 1533/34) im Besitz der Herrschaft war – Verwandtschaft der Trugenhofener zu den Morsbeckern wahrscheinlich, aber nicht gesichert. Haug verkaufte die Burg zusammen mit Schloss Untermässing 1541 an den Eichstätter Bischof Moritz von Hutten (Urkunde im Staatsarchiv Nürnberg). 1601 wohnte dort ein Bauer, und 1730 verkaufte der Bauer Bleymer das Gut an das Kloster Notre Dame zu Eichstätt. Nach der Säkularisation ging es in Privatbesitz über.

### Katholische Filialkirche St. Andreas
1724/25 führten die Eichstätter Maurermeister Hans und Bernhard Deller unter der Oberleitung von Gabriel de Gabrieli die Dorfkirche mit Turm neu auf, wobei das Untergeschoss der Vorgängerkirche vermutlich mitbenutzt wurde. Die Konsekration erfolgte am 28. Juni 1726. Das Kirchenschiff hat die Maße 12,2 × 7,36 Meter. Der dreiteilige, im Mittelstück zweisäulige Hochaltar wurde 1728 bezahlt; das heutige Altarbild ist nicht das ursprüngliche. 1730 schuf Franz Horneis die Stuckkanzel. Um 1890 malte Bonifaz Locher das Deckenfresko. 1904 wurde der Kirchturm mit Helm, Laterne und Spitze neu gebaut. 1914 kam unter Verwendung des klassizistischen Orgelgehäuses (um 1820) eine 7-Register-Orgel des Orgelbauers Bittner aus Eichstätt in das Sakralgebäude. 1937 waren zwei Glocken im Turm, die eine von circa 1500, die andere von 1765. Auf dem Friedhof stand 1937 eine lebensgroßes Kruzifix, eine „gute Barockarbeit“ (Mader).
1892 errichtete Kasimir Schroll eine Feldkapelle mit Lourdesgrotte (heute bei der Straße nach Greding).
Beide religiöse Bauten gelten als Baudenkmäler, des Weiteren drei Wegkreuze und ein Bildstock des 19./20. Jahrhunderts.

## Persönlichkeiten
- Alois Heller, katholischer Geistlicher, Professor der Religionspädagogik.